# Bécel (patronyme)
Cette page présente le nom de famille Bécel ainsi que ses variantes.
Bécel est un patronyme français, principalement porté en Bretagne. Historiquement il existe deux foyers de Bécel en France : un en Bretagne et l'autre dans le Pays de Troyes, foyer aujourd'hui éteint. La famille noble Bécel, de Picardie, est issue du foyer Bécel de Troyes et fut anoblie en 1677. L'évêque Jean-Marie Bécel (1825-1897) appartient au foyer breton.

## Occurrence
En 2021, le patronyme Bécel est un patronyme rare. Il est classé au 19719e rang des noms de famille en France. On recense 492 porteurs du patronyme nés en France entre 1890 et 1990 dont 74% sont nés dans l'un des cinq départements de la Bretagne historique.

## Étymologie
En ce qui concerne les Bécel de Troyes, éteints au 19e siècle, le nom semble être une variante, soit du patronyme troyen Bécet soit du patronyme Bessel, représenté dans la région de Chaumont, à une centaine de kilomètres de Troyes.
En ce qui concerne les Bécel de Bretagne, les seuls aujourd'hui encore représentés, on recense au 16e siècle, trois familles différentes dont sont issus tous les Bécel contemporains. Ces trois familles ont fait souche dans trois villages du Morbihan, distants les uns des autres de 15km : Augan (famille de laboureurs), Beignon (famille de marchands drapiers) et Guer (famille de laboureurs et fermiers). Il semblerait donc que ces Bécel soient tous originaires d'une même souche, probablement localisée dans un rayon de 10km autour de Porcaro.
L’étymologie du nom Bécel est assez peu certaine. Deux théories peuvent être retenues :
- etymologie celte (origine indigène) : le nom Bécel pourrait venir du celte ”Bychan” qui signifie ”petit” et qui donne en breton ”Bihan” ou ”Bac’h”. L’ancêtre éponyme de la famille au Moyen Âge classique, aurait donc pu être bretonnant (on parlait alors Breton dans le Porhoët) et de petite taille, selon cette théorie[5].
- etymologie germanique (origine migratoire) : le nom Bécel pourrait venir du nom d'homme germanique Bessel, lui même probablement construit sur le préfixe Ber-/Bert- (brillant, beau). C'est un nom d'homme qui continue d'être porté comme prénom aux Pays-Bas (exemple : Bessel Kok), mais il subsiste surtout sous la forme de patronyme dans la région dialectale du Bas-Allemand (exemple : Friedrich Bessel)[4]. Selon cette hypothèse, le nom de baptême Bessel n'ayant pas été populaire dans l'Ouest de la France, il faut donc sans doute associer cette théorie à celle d'une migration d'Est en Ouest de l'ancêtre éponyme de la famille Bécel.

## Variantes
- Becel (sans accent) : L’accent sur le premier “e” est apparu tardivement. La variante sans accent est la plus répandue avant le 19e siècle. On voit apparaitre l'accent sur le nom Bécel à l’État-Civil à partir des années 1820[4]. L'usage de l’accent aigu à l'intérieur des mots n'a été validé par l'Académie française qu'en 1740 pour distinguer les phonèmes [ə] et [e][6]. Le nom Becel continuera encore quelques décennies à s'écrire Becel tout en se prononçant Bécel.
- Bessel : Lorsqu'au 19e siècle la francisation se généralise dans une forme standardisée, deux options s’offrent aux Becel de Bretagne pour régler la dichotomie qui existe entre la manière dont se prononce leur nom et la manière dont il s’écrit : soit ils l’écrivent désormais avec un accent aigu sur le premier “e” soit ils l’écrivent avec deux “s” (Bessel). C'est finalement l'accent aigu qui l'emportera, mais cette hésitation orthographique produira plusieurs Bessel en Bretagne au 19e siècle, parmi eux Julien Bessel (1801-1877), descendant de la famille Bécel de Guer, curé de Montauban et chanoine honoraire du diocèce de Rennes[7].
- Becel de Tronville et Becel de Marolles : Cette famille portait pour armoiries : D'azur au chevron d'or accompagné de 3 cygnes d'argent. Elle est issue de François Becel, commissaire des guerres en Champagne vers 1650, qui appartenait aux Becel du pays de Troyes[8]. François Becel eut deux fils :
  - Jacques Becel, seigneur de Tronville, conseiller du Roi, commissaire des guerres à Amiens, anobli par lettres patentes de 1677 en considération de 26 ans de service. Comme beaucoup de familles d'anoblis, sa descendance a fait parfois précéder son nom de la particule sous la forme de Becel. Jacques Becel aura trois fils officiers de l'armée royale et un fils religieux cistercien, connus sous les noms Becel de Tronville, Becel de Pulmont et Becel des Chapelles. La génération suivante ne compta que des filles[8].
  - Nicolas Becel, seigneur de Marolles, commissaire des guerres à Provins où il fit souche. Parmi ses petits-enfants, on trouve des Becel de Marolles, Becel de Beaumont et Becel de Montrivet (dont Léger Becel de Montrivet, mentionné en 1749 comme conseiller du Roi, grainetier au Grenier Royal de Fontenay-en-Brie, officier de l'Hôtel Royal des Invalides). La génération suivante ne compte qu'une seule fille[9].
- Becel de la Ville-Jagu : nom porté vers 1635 par maître Jacques Bécel, sieur de la Ville-Jagu, marchand  de la sénéchaussée de Ploërmel, appartenant aux Bécel de Bretagne, probablement à la famille de Beignon[10].

## Personnalités portant ce patronyme
- Jean-Marie Bécel (1825-1877), originaire de Beignon, évêque de Vannes de 1866 à 1897, chevalier de la Légion d'honneur.